# Shūichi Nakao
Shūichi Nakao (japanisch 仲尾 修一, Nakao Shūichi; * 3. April 1979) ist ein japanischer Badmintonspieler. 

## Karriere
Shūichi Nakao besuchte die Shijōnawate-Gakuen-Mittelschule in Daitō in der Präfektur Osaka, dann die Konohana-Gakuin-Oberschule (wie auch später Shizuka Matsuo) in der Stadt Osaka und schließlich die Universität Tsukuba. Zum April 2002 trat er in das Unternehmen Nihon Unisys ein und spielt seitdem für deren Werksmannschaft.
Shūichi Nakao gewann 2003 die Mauritius International im Herrendoppel gemeinsam mit Shūichi Sakamoto. Zwei Jahre später erkämpfte sich Nakao seinen einzigen japanischen Meistertitel, wiederum im Doppel mit Sakamoto.

## Sportliche Erfolge
| Saison | Veranstaltung                | Disziplin    | Platz | Name                             |
| ------ | ---------------------------- | ------------ | ----- | -------------------------------- |
| 2003   | Mauritius International      | Herrendoppel | 1     | Shūichi Nakao / Shūichi Sakamoto |
| 2005   | Japan: Einzelmeisterschaften | Herrendoppel | 1     | Shūichi Nakao / Shūichi Sakamoto |